# Carrier Command
Carrier Command è un videogioco pubblicato nel 1988-1989 per i computer Amiga, Amstrad CPC, Atari ST, Commodore 64, Mac OS, MS-DOS e ZX Spectrum dalla Rainbird. Simula una battaglia strategica tra due portaerei futuristiche, comprese la guida di velivoli e di mezzi di superficie e la costruzione di basi su un arcipelago, con grafica tridimensionale.
A suo tempo era considerato notevolmente complesso nel suo genere.
Fu sviluppato dall'azienda britannica Realtime Games Software, che in seguito realizzò anche Battle Command (1990), concettualmente simile sebbene ambientato a terra, e a volte ritenuto un successore.
Il gioco ebbe dei seguiti ufficiali molti anni dopo: Carrier Command: Gaea Mission (2012) e Carrier Command 2 (2021).
La versione MS-DOS emulata è stata ripubblicata per Windows su Steam nel 2022.

## Trama
Nell'anno 2166 il mondo è in grave crisi energetica, ma nell'oceano è emerso un nuovo arcipelago di isole vulcaniche che potrebbe essere sfruttato come un'enorme fonte di energia. Sul posto sono state inviate due portaerei superautomatizzate, la Epsilon e la Omega, il cui compito, partendo dai due estremi opposti dell'arcipelago, è fondare delle basi produttive sulle isole. Un gruppo terroristico però è riuscito a prendere il controllo del computer della Omega e chiede un immenso riscatto per non distruggere le isole. La Epsilon, con un solo comandante a bordo e tutto il resto automatizzato, parte per affrontare la Omega.

## Modalità di gioco
Carrier Command mette il giocatore al comando di una portaerei e dei suoi mezzi imbarcati in una battaglia contro una portaerei analoga controllata dal computer. È un misto di strategia in tempo reale, con i mezzi che viaggiano automaticamente verso gli obiettivi, e di pura azione nel controllo diretto di mezzi e armamenti.
Si possono pilotare con visuale in prima persona velivoli, veicoli e torrette della nave per colpire obiettivi marini o terrestri, come in un simulatore di volo o guida non sofisticato.
L'azione esterna è mostrata con grafica vettoriale 3D piena sui computer a 16 bit.
In ogni fase di gioco si possono utilizzare vari zoom per ingrandire la visione, da nave o dai mezzi.
Le conversioni per i meno potenti Amstrad CPC e ZX Spectrum fanno uso anche di grafica wireframe.
La versione Commodore 64 si distingue ulteriormente da tutte le altre, essendo l'unica che utilizza solo grafica bidimensionale; in questo caso le fasi di pilotaggio mezzi sono semplici sparatutto con scorrimento multidirezionale.
Il controllo strategico si basa sull'uso di un puntatore e di pulsanti. Nella parte centrale dello schermo compare la visuale dell'azione in corso, oppure varie schermate tecniche, mentre nelle fasce laterali si trovano i pulsanti, e in basso altri pulsanti o indicatori che variano a seconda del contesto. Su Commodore 64 non ci sono le fasce laterali e i controlli sono tutti in basso. 
I pulsanti danno l'accesso ai vari armamenti e funzioni di controllo. Tra queste ci sono due mappe dell'arcipelago, raffiguranti la situazione militare e quella della rete di rifornimenti, dotate di più livelli d'ingrandimento.
Lo scenario comprende 64 piccole isole (ridotte a 32 su Amstrad CPC, Commodore 64 e ZX Spectrum) e l'obiettivo del gioco è occuparle tutte con le proprie basi.
A inizio partita si può selezionare il gioco strategico, nel quale le isole sono per la maggior parte neutrali (il giocatore ne controlla solo una) e attendono di essere occupate, oppure il gioco d'azione, nel quale entrambi gli schieramenti controllano già una rete di isole e si entra rapidamente in conflitto.
La portaerei dispone di missili nave-superficie, torretta laser, una flotta di caccia multiruolo Manta e una flotta di carri anfibi Walrus per sbarcare sulle isole. In difesa è dotata di sonde esca e droni teleguidati contro gli attacchi missilistici.
Da una schermata degli armamenti si possono equipaggiare i mezzi prima del lancio. Gli Walrus hanno spazi per laser, missili superficie-superficie, carburante, una "Virus Bomb" e un "Automatic Control Centre Builder" (ACCB) per la costruzione di basi. I Manta hanno spazi per missili aria-aria, laser, unità di comunicazione e grappoli di bombe.
Quando un Walrus raggiunge un'isola libera con un ACCB lo può posizionare affinché autocostruisca rapidamente il centro di comando e tutte le strutture correlate. Le isole sotto controllo hanno una diversa produttività a seconda del tipo di ACCB installato (che non può più essere cambiato, a meno di distruggerlo e installarne un altro). I tre tipi edificabili sono: centri di risorse, dove è molto più efficace l'estrazione mineraria; centri di lavorazione, dove sono assemblati i componenti necessari alla portaerei utilizzando i minerali estratti; centri di difesa, che producono vari armamenti automatici per proteggere i punti chiave.
Se un'isola è già occupata dal nemico, per conquistarla generalmente si inizia inviando un Manta equipaggiato con un'unità di comunicazione a lungo raggio che serve da esploratore, ampliando il raggio d'azione della portaerei; altrimenti i mezzi che superano la portata nemica si distruggono. Poi servono Manta armati per distruggere le difese antiaeree e antinave dell'isola. Infine un Walrus armato con una Virus Bomb può sbarcare e colpire il centro di comando nemico, che entra così in possesso dell'attaccante; oppure lo si può distruggere e rifondare.
Le isole possedute vengono collegate da una rete di rifornimento, che ampliandosi diventa più produttiva. Il giocatore imposta la priorità di cosa fabbricare. In tal modo la portaerei si può rifornire di carburante, munizioni e nuovi mezzi per sostituire quelli perduti. Una delle proprie isole fa da deposito e la portaerei deve recarsi là per fare rifornimento. Si può cambiare l'isola deposito, ma al costo di perdere il materiale già depositato.
Se la portaerei viene danneggiata, si possono stabilire le priorità di riparazione usando la schermata di controllo danni. Gli elementi danneggiati oltre il 50% smettono di funzionare.
Mentre si fa tutto questo, la portaerei nemica si rifornisce e si espande allo stesso modo. La mappa mostra quali isole sono in mano al nemico, ma la posizione della sua portaerei non è visibile. Il gioco è una lotta per le risorse, ma si può anche riuscire a distruggere direttamente la nave avversaria.
La partita può essere salvata.

## Colonna sonora
Carrier Command è dotato di un brano di colonna sonora soltanto durante l'introduzione, composto da Dave Lowe (accreditato almeno nelle versioni Amiga, Atari ST, Amstrad CPC, ZX Spectrum; su Commodore 64 è presente un adattamento dello stesso brano, del programmatore Tim Walter).
Gran parte delle edizioni del gioco contengono una musicassetta etichettata Carrier Command Theme con un versione estesa e cantata del brano della colonna sonora.
Nel 2016 una nuova versione del brano è stata riproposta nell'album Uncle Art: A Temporal Shift di Lowe, con il titolo Just Another Mission.

## Sviluppo
La Realtime Games Software di Leeds si era già fatta notare con alcuni giochi in 3D per computer a 8 bit, quando fu contattata dall'editrice Rainbird per iniziare una collaborazione per lo sviluppo di alcune conversioni di Starglider, che portò poi a ulteriori collaborazioni.
La Realtime migliorò le proprie capacità procurandosi il sistema di sviluppo Programmer's Development System (PDS) e ultimò le conversioni di Starglider in anticipo, anche prima che fossero completati gli originali per computer a 16 bit. Gli autori degli originali erano comunque trattati meglio economicamente, perciò anche la Realtime volle darsi alla creazione di un originale a 16 bit. Il 19 marzo 1987 firmò un accordo con la Rainbird per lo sviluppo di un nuovo gioco, provvisoriamente intitolato Submarine Combat Simulator (SCS). Molto ottimisticamente, l'accordo prevedeva lo sviluppo di SCS per Atari ST in poco più di quattro mesi, e molte altre versioni a seguire, a cadenza mensile fino a fine anno.
Il design di SCS era opera di un esterno ingaggiato dalla Rainbird, ma non riusciva a concretizzarsi e infine fu scartato. L'ambientazione marittima però fu mantenuta. Fu incaricato Ricardo Pinto di progettare qualcos'altro e nacque l'idea della lotta tra due portaerei in un arcipelago. Pinto era un project manager della Rainbird, ex programmatore di alcuni giochi e in seguito divenne romanziere. Nel design del gioco fu coadiuvato da Gary Sheinwald (non accreditato), mentre l'idea generale iniziale venne da Clare Edgeley (accreditata) durante un brainstorming.
Il titolo provvisorio era Strategic Carrier Simulation; probabilmente si mantennero le iniziali SCS del titolo precedente per evitare confusione nei documenti aziendali già condivisi.
La Realtime confermò il proprio impegno proponendo un design di dettaglio il 4 agosto 1987 e stavolta ottenne più tempo per lo sviluppo. Il gioco è frutto di entrambe le squadre Realtime e Rainbird, sebbene l'ultima parola su cosa fosse praticamente fattibile l'avessero i programmatori di Realtime.
In seguito il titolo fu ancora cambiato in Archipelago, Pinto lasciò il lavoro e Sheinwald divenne il produttore, decidendo tra l'altro per un tema di colori più chiaro e inventando i nomi di molti elementi del gioco.
Il grosso della programmazione delle versioni iniziali (Amiga e Atari ST) è opera di Graeme Baird e Ian Oliver della Realtime. Baird si occupò del 3D e Oliver di primitive grafiche e input. I pulsanti di comando del gioco sono piuttosto caratteristici, Oliver li ideò e chiamò la funzione che li genera choccyboxes, ossia stile scacchetti di "cioccolata". Graficamente furono poi finalizzati dall'artista Herman Serrano, autore anche della copertina europea del gioco.
Lo sviluppo andò incontro a difficoltà in quanto l'impegno era stato sottostimato. I due programmatori arrivarono a 50 000 righe di programma in puro Assembly, con problemi consistenti da risolvere. La Rainbird cominciò a preoccuparsi della riuscita del progetto in tempo utile, ma continuò a sovvenzionarlo.
Nel frattempo si scelse collettivamente il titolo definitivo Carrier Command. Il completamento dello sviluppo riuscì con un po' di aggiustamenti dell'ultimo minuto. Sheinwald ammette che la portaerei nemica fa spostamenti irreali e usa un po' troppi trucchi perché mancò il tempo.
Nelle successive conversioni per MS-DOS e Macintosh si aggiunsero 5000 righe di programma e si migliorò l'intelligenza artificiale nemica. Nel frattempo la Rainbird era stata ceduta alla MicroProse, che secondo la Realtime mise poco impegno nella pubblicazione, per cui queste versioni fruttarono poco.
Inizialmente era prevista una versione Amstrad PCW che fu annullata, mentre si aggiunse quella per Commodore 64, affidata esternamente alla Source, che non fece uso affatto del 3D.
L'ultima versione della Realtime fu quella per Macintosh monocromatico. Questa inizialmente fu realizzata come un disco di avvio che gestiva direttamente tutto l'hardware del Macintosh, ma fu cestinata quando impararono a conoscere meglio il sistema. La seconda versione sfrutta regolarmente le funzioni di Mac OS. Fu scritta su PC usando il sistema di sviluppo SNASM, appositamente progettato da Ian Oliver in sostituzione di PDS e realizzato esternamente col supporto della nuova ditta Cross Products Ltd. cofondata da Oliver. SNASM fu poi usato anche da altri sviluppatori nei successivi 3-4 anni.
Carrier Command fu l'apice per la Realtime, poi realizzarono qualche altro gioco tra cui Battle Command, ma non si espansero abbastanza da essere competitivi negli anni '90 e non arrivarono più neanche vicini al successo di Carrier Command.

## Accoglienza
Carrier Command fu apprezzato molto dalla critica, ricevendo a suo tempo un gran numero di recensioni con giudizi complessivi equivalenti ad almeno 80% e non di rado anche 90% o più, per quanto riguarda le versioni Amiga, Atari ST, MS-DOS e ZX Spectrum.
Particolarmente positive furono le recensioni sullo ZX Spectrum, per il quale si riportano medie di 94-95%. In retrospettiva, la rivista Retro Gamer lo ricorda come uno dei migliori giochi esclusivi del più potente modello ZX Spectrum 128k.
La rivista The Games Machine diede un estremo 98% alla versione Atari ST, ritenendo la sua combinazione di strategia e azione perfetta, e la sua fluida animazione con grafica 3D solida tra le migliori mai viste allora su un home computer a 16 bit. Sulla versione Amiga, quasi identica, la rivista scese leggermente a 97% perché non venne sfruttata la maggiore varietà di colori del sistema.
La versione Commodore 64, unica priva del 3D, ebbe invece poco successo e fu deludente; le medie riportate sono sul 60-70%.
Ci fu un po' meno entusiasmo anche per la versione Amstrad CPC, che ricevette di solito giudizi equivalenti a 70-75%.
Nel 1988 ai premi Tilt d'Or della rivista Tilt e di Canal+ Carrier Command vinse nella categoria gioco più originale, a pari merito con Tetris.
Nel 1989 ai premi Golden Joystick Awards vinse nella categoria miglior simulazione per computer a 8 bit.